# Relações entre França e Síria
As relações entre França e Síria referem-se as relações diplomáticas entre a República Francesa e a República Árabe Síria. A França possuía uma embaixada em Damasco (até março de 2012) e um consulado geral em Aleppo e Latakia. A Síria tinha, por sua vez, uma embaixada em Paris e consulados em Marselha e Pointe-à-Pitre.
A Guerra Civil Síria, no entanto, marcará um entrave sobre essas relações, pois a França denuncia os massacres cometidos pelo regime de Bashar al-Assad.

## História
A Síria se encontrou sob administração francesa entre 1920 a 1946, sob mandato da Liga das Nações. Após a independência em 1946, as relações permanecem influentes entre as duas partes, porém tornariam-se tempestuosas pela repercussão dos acontecimentos no Oriente Médio. Assim, a Síria romperia suas relações diplomáticas com a França após a Crise do Canal de Suez em 1956 (uma agressão pela França, Israel e Reino Unido ao Egito de Nasser, na sequência da nacionalização do canal). As relações são restauradas em 1961 após o episódio que conduziu a dissolução da República Árabe Unida.
As relações deterioram novamente durante a Guerra Civil Libanesa. A França aprova num primeiro momento a intervenção síria no âmbito da Força Árabe de Dissuasão em 1976. Porém depois, passaria a criticar a interferência síria, nomeadamente por causa da aliança da Síria com a República Islâmica do Irã.
O embaixador da França ao Líbano, Louis Delamare, é assassinado em 4 de setembro de 1981 e as suspeitas se dirigem para a Síria. Esta tensão culminaria com o assassinato do primeiro-ministro libanês Rafiq Hariri em 2005. 
As relações entre os dois países retornariam à normalidade após a assinatura do Acordo de Doha em 2008. Essa alteração resultou em uma sucessão de contatos e visitas bilaterais iniciadas pelo presidente sírio Bashar al-Assad, por ocasião da cimeira da União para o Mediterrâneo em 13 de julho de 2008, e do presidente francês Nicolas Sarkozy em 3 de setembro de 2008.
No contexto da Guerra Civil Síria, as relações são marcadas por renovada tensão (com a França denunciando os massacres cometidos pelo regime sírio), resultando na retirada do embaixador francês na Síria, Éric Chevallier, pelo fechamento consulados gerais de Aleppo e Latakia em 17 de novembro de 2011, e pela expulsão do embaixador sírio na França, Lamia Chakkour, em 29 de maio de 2012.